# E.S.ポスチュマス
E.S.ポスチュマス（英: E.S.Posthumus）は映画の予告編スタイルの音楽を制作していたインディペンデント音楽グループである。彼らのジャンルはエピックと呼ばれるものであり、クラシック音楽がポピュラー音楽スタイルのドラムリズムと絡み合い、それにオーケストラと電子音が加わった形式のものである。彼らの音楽は「音楽は正反対のものの調和であり、敵対するものとの和解である」というピタゴラス哲学にインスパイアされている。E.S.は「実験的なサウンド」(Experimental Sounds) の略であり、ポスチュマス は「過去のすべてのもの」を表す擬似ラテン語である。

## 経歴
グループはヘルムートとフランツ・フォンリヒテン兄弟によって2000年に結成された。ヘルムートとフランツは、母親からピアノを学んだ。フランツは高校卒業後録音スタジオで働き、一方ヘルムートはUCLAで考古学の学位を取得した。彼らの音楽は多くの映画・テレビ製作スタジオにライセンス供与され、沢山の映画の予告編やテレビ番組に使われている。E.S.ポスチュマスは、そのキャリアの中で全部で3枚のアルバムをリリースした。
2010年7月22日、フランツが2か月前に死去したことが正式に発表された。兄弟の死を知らせたあと、ヘルムートは未発表曲があと1、2曲あるだろうが、（その1つは2010年に発表された『クリスマスイブ』シングルである）グループの活動は停止したと述べた。2011年、ヘルムート・フォンリヒテンはLes Frictionという新バンドを結成し、"Torture" という新曲のプレビュー版をリリースした。

## アルバム

### Unearthed
| 専門評論家によるレビュー | 専門評論家によるレビュー |
| レビュー・スコア         | レビュー・スコア         |
| 出典                     | 評価                     |
| ------------------------ | ------------------------ |
| Allmusic                 | [ 7 ]                    |
| Soundtrack.net           | [ 8 ]                    |
| TrackSounds              | [ 9 ]                    |

E.S. Posthumusの最初のアルバムUnearthed（発掘）はCD BabyのWebサイトで2001年1月1日に購入可能となっていた。CD Babyの歴史の中で3番目に売れたアルバムとなった。アルバムの成功により、2005年5月3日にはWigshopと33rd Street Records/Bayside Distributionにおいて幅広く販売されることとなった。
個性的な音楽の音で鍵となったのは、Northwest Sinfoniaとの共同作業である。SoundtrackNetとのインタビューで、バンドは「大オーケストラと仕事をするためのとてつもない額のお金を使うチャンスが欲しかった」と述べた。このCDに参加している他のミュージシャンは、ペドロ・ユースタチェ、マイケル・ランドウ、マット・ローグ、ランス・モリソン、デイヴィ・スピラーン、エフラン・トロである。

#### 曲リスト
「過去のすべてのもの」というテーマを保持するため、アルバムの13曲は古都、または廃墟となった都市の名前から取られた。ただし、クスコ、奈良、イスファハン、エストレモズは現存している。
1. "アンテイッサ" - 5:12
2. "ティカル" - 3:47
3. "ハラッパー" - 4:36
4. "ユレイド" - 5:10
5. "エブラ" - 6:09
6. "ナラ" - 4:51
7. "クスコ" - 4:02
8. "ニネヴェ" - 3:42
9. "レプティス・マグナ" - 3:28
10. "メノティス" - 3:56
11. "エストレモズ" - 5:06
12. "ポンペイ" - 3:40
13. "イスファハン" - 4:35

#### メディアでの利用
Unearthedの数多くの曲が、映画予告編やテレビ番組で利用された。映画予告編で使用されたのは、段々と盛り上がる構成が予告編のクレジットに向かう劇的なモンタージュに良く合っているからである。
「ナラ」からの抜粋はCBSのテレビ番組『コールドケース』のメインテーマとして使用された。女性ソロ歌手（エリーゼ・モリス）のボーカルの上昇声のあとオープニングタイトルにつながり、「ナラ」の一部が残りのシーケンスで演奏され、最後に木管楽器の短いメロディで終わる。製作総指揮のジェリー・ブラッカイマーがこの曲の使用を決めたが、フォンリヒテン兄弟と会ったことはなかった。さらにテレビ番組や広告で使われる曲の作曲家であるマイケル・A・レバインは、「ナラ」の変奏曲を同番組のエンドクレジットの中で演奏した（スタジオはこのエンドクレジットを提供したが、CBSでは放送されなかった）。この曲はまた、北京ウォーターキューブのデザインプレゼンで建設会社LAVAにより使用された。
「エブラ」は2008年のビデオゲーム Ferrari Challenge: Trofeo Pirelli のメニュー音楽として使用された。
他にもアルバムUnearthedの1曲が、BBCのテレビ番組トップ・ギアと舞台番組「トップ・ギア・ライブ」で使用された。
以下のリストはUnearthedアルバムからの曲を使った映画予告編のリストである。
2001年
- 『PLANET OF THE APES/猿の惑星』 - 「メノティス」と「ポンペイ」
- 『スパイ・ゲーム』 - 「ポンペイ」
- 『マリー・アントワネットの首飾り』 - 「ハラッパ」

2002年
- 『アントワン・フィッシャー きみの帰る場所』 - 「ナラ」
- 『マイノリティ・リポート』 - 「ティカル」
- 『スパイダーマン』 - 「ポンペイ」と「ニネベ」
- 『リクルート』 - 「メノティス」
- 『タイムマシン』 - 「ティカル」
- 『エバーラスティング 時をさまようタック』 - 「クスコ」
- 『ロード・オブ・ザ・リング/二つの塔』 - 「ナラ」
- 『運命の女』 - 「ナラ」
- 『トリプルX』 - 「ハラッパ」と「ティカル」

2003年
- 『Lara Croft Tomb Raider: The Angel of Darkness』 - 「ナラ」
- 『コールドケース』 - 「ナラ」
- 『デアデビル』 - 「レピクス・マグナ」と「ティカル」
- 『トゥームレイダー2』 - 「メノティス」
- 『パイレーツ・オブ・カリビアン/呪われた海賊たち』 - 「ティカル」
- 『マトリックス・リローデッド』 - 「エブラ」

2004年
- 『キャットウーマン』 - 「ポンペイ」
- 『ナショナル・トレジャー』 - 「メノティス」と「ナラ」
- 『チーム★アメリカ/ワールドポリス』 - 「ハラッパ」と「ティカル」
- 『The Clearing』 - 「ナラ」
- 『悪女』 - 「ナラ」

2005年
- 『トゥー・フォー・ザ・マネー』 - 「ニネベ」
- 『トリプルX ネクスト・レベル』 - 「ハラッパ」

2006年
- 『王妃の紋章』 - 「ポンペイ」
- 『こわれゆく世界の中で』 - 「ナラ」
- 『ラストキング・オブ・スコットランド』 - 「ティカル」

2007年
- 『Partition』 - 「ナラ」
- 『パイレーツ・オブ・カリビアン/ワールド・エンド』 - 「ニネベ」
- 『The Irony of Fate 2』 - 「ナラ」
- 『Top Gear: Polar Special』

2008年
- 『ブーリン家の姉妹』 - 「ナラ」

2012年
- 『ハンガー・ゲーム』 - 「ナラ」

### Cartographer
| 専門評論家によるレビュー | 専門評論家によるレビュー |
| レビュー・スコア         | レビュー・スコア         |
| 出典                     | 評価                     |
| ------------------------ | ------------------------ |
| TrackSounds              | [ 12 ]                   |

E.S.ポスチュマスのセカンド・アルバムCartographer（地図製作者）は2006年にリリースされる予定であったが、2007年初めにリリースされた。当初のリリース日からの遅延は、フォンリヒテン兄弟が締め切りを軽く考えていたからと言われているが、ヘルムート・フォンリヒテンがSansをミュージシャンのグループに入れたためとも噂された。
CD Babyのウェブサイトでアルバムがリリースされたとき以下のような説明が付けられた。

"1929年に古地図「ピーリー・レイースの地図」がイスタンブールで発見された。少なくとも6000年の間、氷の下にあった南極海岸の湾や島を示しているため、特筆すべき地図である。大昔にこのような探査が可能な文明とはどんなものだったのか？
我々は "Cartographer" において、これらは南インド洋にある小島「ヌマ」の探検家たちが作ったと想定した。彼らは高度な航海技術を持ち、地球の隅々まで探索した。我々は彼らの言語を創作し、その創造、発見、究極の終焉を述べる歌を通し物語を語る。
これは、すべての曲のボーカルとリミックスバージョンがそれぞれに入った2 CDのセットである。リミックスCDにはボーナストラック2曲が含まれている"

ボーカル曲はルナ・サンズ (Luna Sans) が歌い、リミックスバージョンはボーカルを "Unearthed" 風に楽器ソロと合唱で置き換えている。
2008年1月17日に、新しいアルバムに焦点を当てた新しいセクションがE.S.ポスチュマスの公式ウェブサイトに追加された。

#### 曲一覧
Disc 1 - Luna Sans（ボーカル）
1. "Nolitus" - 4:30
2. "Isunova" - 5:29
3. "Vorrina" - 6:12
4. "Selisona" - 5:05
5. "Marunae" - 4:53
6. "Mosane" - 4:14
7. "Decifin" - 4:37
8. "Sollente" - 5:11
9. "Caarano" - 3:35
10. "Raptamei" - 5:20
11. "Oraanu" - 3:57
12. "Nivaos" - 5:12
13. "Nasivern" - 5:35

Disc 2 - ピーリー・レイス・リミックス（リミックス）
1. "Ashielf Pi" - 1:32
2. "Oraanu Pi" - 3:38
3. "Marunae Pi" - 4:52
4. "Mosane Pi" - 4:16
5. "Isunova Pi" - 5:41
6. "Nasivern Pi" - 5:29
7. "Selisona Pi" - 4:31
8. "Raptamei Pi" - 5:54
9. "Caarano Pi" - 3:35
10. "Nivaos Pi" - 5:13
11. "Sollente Pi" - 5:12
12. "Decifin Pi" - 4:36
13. "Vorrina Pi" - 6:14
14. "Nolitus Pi" - 4:26
15. "Odenall Pi" - 5:06

#### メディアでの使用
Cartographerアルバムからの曲を使用している映画予告編、テレビ番組を以下に示す。
2008年
- 『ロスト』 - "Ashielf Pi"
- 『The Masters』 - "Oraanu Pi"
- 『ブラザーズ＆シスターズ』（予告） - "Marunae Pi"
- 『HEROES』（予告） - "Mosane Pi"
- 『LAW & ORDER:性犯罪特捜班』（予告） - "Ashielf Pi"

2009年
- 『Epiphany』 - "Odenall Pi"
- 『トップ・ギア』 - "Mosane Pi"

### Makara
CD Babyによると、E.S.ポスチュマスの新シングルArise（CBSでのAFC大会のテーマ）のリリースにより、その曲をヒントとして、新アルバムは "Deciphered" と呼ばれるであろう。Original Sound Versionに2009年12月に投稿されたインタビューによると、新アルバムは "Deciphered" と呼ばれないだろうと述べた。新アルバムはMakaraと呼ばれ、15曲で構成され、2012年2月2日にiTunes、Amazon MP3、その他の人気のあるダウンロードサービスでリリースされた。アルバムはCDおよびCD Babyからのデジタルダウンロードで入手できる。アルバムは2010年1月26日にeMusicで入手可能であった。また、将来的にはLPレコードでリリースされる可能性がある。

#### 曲一覧
1. "Kalki" - 3:05
2. "Varuna" - 4:17
3. "Unstoppable" - 3:04
4. "Durga" - 3:41
5. "Manju" - 4:18
6. "Kuvera" - 4:05
7. "Ushas" - 3:55
8. "Lavanya" - 3:57
9. "Vishnu" - 3:38
10. "Indra" - 4:18
11. "Arise" - 4:12
12. "Saint Matthew Passion" - 3:38
13. "Krosah" - 4:50
14. "Anumati" - 3:19
15. "Moonlight Sonata" - 5:30

#### メディアでの使用
"Unstoppable" は2007年AFCチャンピオンシップゲームのテーマ曲としてCBSにおいて使用されマイアミ大学男子アイスホッケーチームの入場曲、オーランド・マジックの2009-2010シーズンで使用された。BBCの『トップ・ギア』において非常に待望されていたブガッティ・ヴェイロンとマクラーレン・F1との間のドラッグレースで使用された。"Posthumus Zone" は同じエピソードで『トップ・ギア』の司会者がランボルギーニ・ムルシエラゴLP 670-4 SV Abu Dhabi市街地の閉鎖されたハイウェイをレースするときに使用された。"Unstoppable" はまた、英国のオーディション番組Xファクターで、番組タイトルシーケンス前、特に決勝で使用されている。
"Arise" は2008 CBSのAFCチャンピオンシップ用に書かれた。
"Kalki" はStarzオリジナル番組『ダークエイジ・ロマン 大聖堂』予告編で使用された。
このアルバム全部の曲は2010年のBBCの番組Celebrity Masterchefで全編にわたって使用された。
以下はMakaraアルバムの曲を使用した映画、テレビ、ビデオゲーム予告編一覧である。
2009年
- 『シャーロック・ホームズ』 - "Unstoppable"
- 『アバター』 - "Arise"

2010年
- 『アンストッパブル』 - "Unstoppable"
- 『SPACE BATTLESHIP ヤマト』 - "Kuvera"、"Ushas"、"Anumati"
- 『ダークエイジ・ロマン 大聖堂』 - "Kalki"

2011年
- 『シャーロック・ホームズ シャドウ ゲーム』 - "Unstoppable"
- 『アンチャーテッド 砂漠に眠るアトランティス』（ローンチ予告編） - "Kalki"
- 『Halo: Custom Edition』map Precipiceプロモーションビデオ - "Arise"

2012年
- 『台湾2012年新年の花火大会』 - "Kuvera"
- 『Money, Power and Wall Street』 - "Kalki"

## シングル盤

### Rise to Glory
Rise to Gloryは2005年にリリースされたシングル盤でDJ Quikとビザール (D12) のボーカルをフィーチャーした。Rise to Gloryの歌はPosthumus Zoneの歌付きのリミックスで拡張版と認識されている。2005-2006シーズンにおいてCBSでのNFLテーマ曲としても認識されている。

### Run This Town/Posthumus Zone
E.S.はヒップホップアーティストジェイ・ZとコラボレートしてRun This TownとPosthumus Zoneのリミックスを第44回スーパーボウルのCBS放送用に製作した。

### Christmas Eve
Christmas EveはE.S.ポスチュマスのフランツ・フォンリヒテンの追悼として2010年11月にリリースされたシングル盤である。
兄弟はクリスマスプロジェクトとして2010年3月に取り掛かり、クリスマスシーズンにリリース予定であった。ヘルムートによると、このプロジェクトは彼らの大好きなクリスマス・ソングのリアレンジとなり、クリスマスに新しい趣向をもたらす予定だった。この曲は、フランツが2010年5月に無くなる前に録音を開始した唯一の曲であった。
Facebookのファンページの投稿によると、2010年11月半ばにヘルムートは「フランツは5月に亡くなったとき、プロジェクトは離陸したばかりだった。しかし歌詞、ピアノスケッチ、ラフなボーカルはこの曲では完成していた」と述べた。同じ投稿でヘルムートは兄弟が子どもの頃大好きだった編曲家ジェレミー・ラボックに接触し編曲を依頼したことを明かした。ヘルムートは、そのラフなボーカルを取り出して、最終版の録音に入れた。
"Christmas Eve" はE.S.ポスチュマスと言うグループの最後の曲で、フランツの死の前のフォンリヒテン兄弟の最後の録音となるであろう。